# 24818 Menichelli
24818 Menichelli è un asteroide della fascia principale. Scoperto nel 1994, presenta un'orbita caratterizzata da un semiasse maggiore pari a 3,1784982 UA e da un'eccentricità di 0,1698562, inclinata di 4,64795° rispetto all'eclittica.